# (1224) Fantasia
(1224) Fantasia ist ein Asteroid des Hauptgürtels, der am 29. August 1927 von den russischen Astronomen Sergei Iwanowitsch Beljawski und Nikolaj Ivanov am Krim-Observatorium in Simejis entdeckt wurde.
Der Asteroid ist nach dem psychologischen Begriff Phantasie benannt.